# Cattedrale di San Michele (Mariupol')
La cattedrale di San Michele (in ucraino Собор Архистратига Михайла?, Sobor Archystratyha Mychajla) è stata una cattedrale in stile russo-bizantino situata nel cuore della città di Mariupol' in Ucraina. La cattedrale, dedicata a San Michele, è stata costruita tra il 1996 e il 1998 sul progetto degli architetti V. N. Konstantinov e L. N. Kuz'minkov. Nel marzo 2022 l'edificio è stato danneggiato durante l'invasione russa.

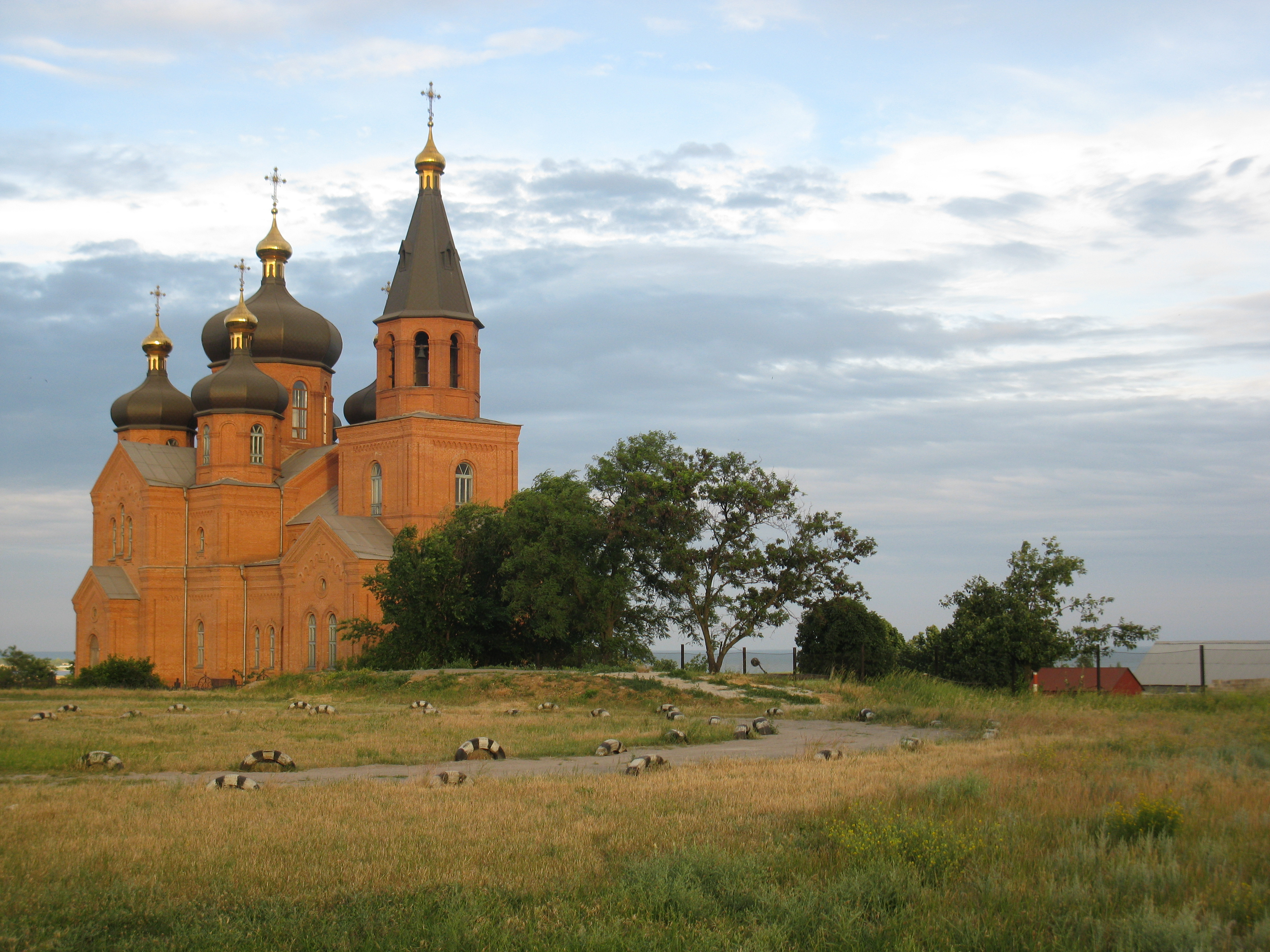
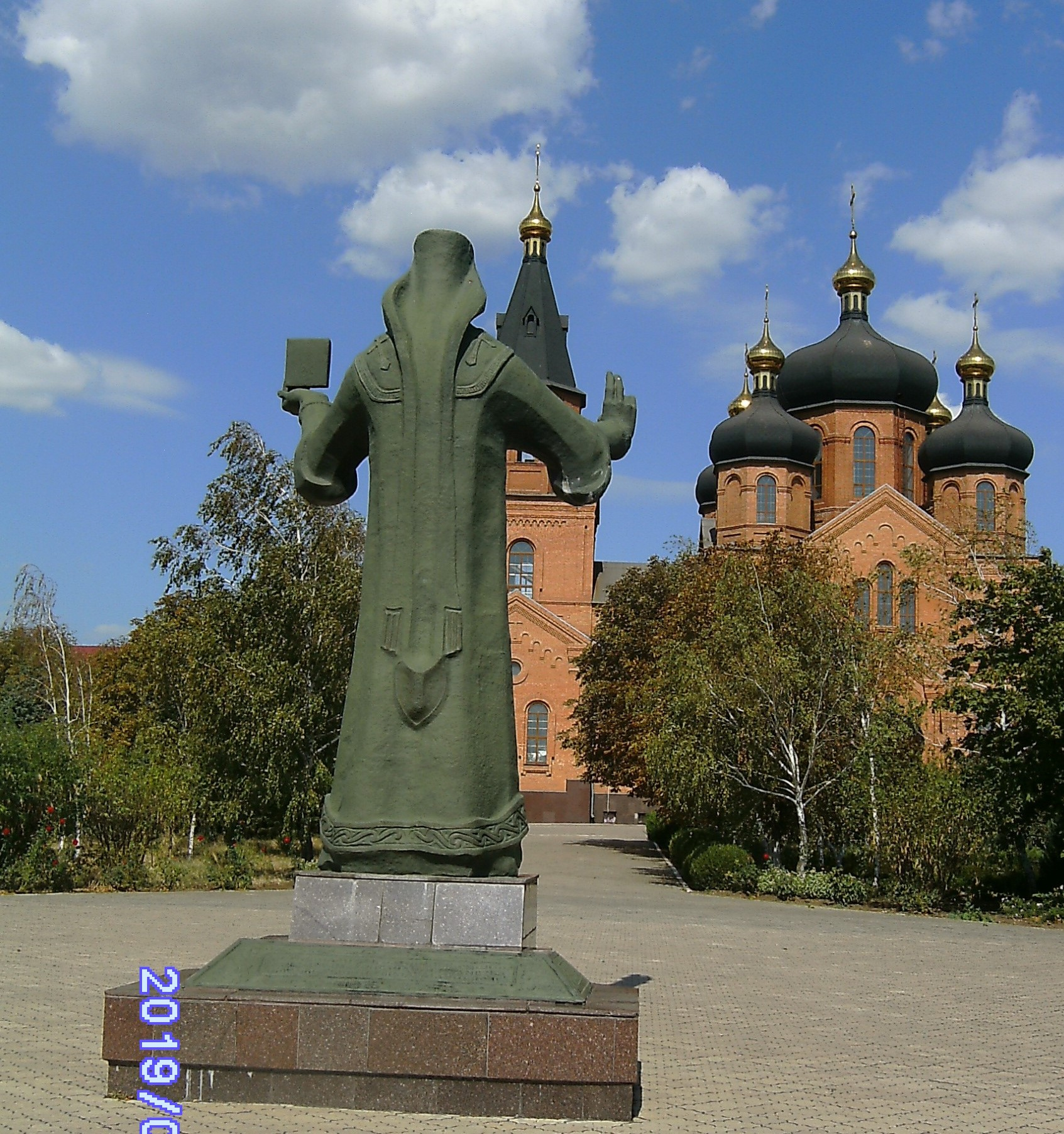